# イザベラ・フォン・クロイ (1890-1982)
イザベラ・フォン・クロイ＝デュルメン（ドイツ語: Isabella Prinzessin von Croÿ-Dülmen, 1890年10月7日 - 1982年3月30日）は、ドイツ＝ベルギー系貴族のクロイ家の公女で、バイエルン王子フランツの妃。
フランス語名ではイザベル・ド・クロイ（Isabelle de Croÿ）。

## 生涯
クロイ公カール・アルフレートとその妻でアーレンベルク公エンゲルベルト・アウグストの娘であるルドミラ（1870年 - 1953年）の間の第2子、長女として、コンデ＝シュル＝レスコー（フランス領ノール県ヴァランシエンヌ郡）のル・エルミタージュ城で生まれた。ドイツ語全名はイザベラ・アントーニエ・エレオノーレ・ナターリエ・クレメンティーネ（Isabella Antonie Eleonore Natalie Klementine）。
1912年7月8日にバーデン・バイ・ウィーンのヴァイルブルク城において、バイエルン王ルートヴィヒ3世の三男フランツ王子と結婚した。夫との間には2男4女の6人の子女をもうけた。
1982年、シュタルンベルク湖畔のロイトシュテッテン城で没した。

## 子女
- ルートヴィヒ・カール・マリア・アントン・ヨーゼフ（英語版）（1913年 - 2008年）　1950年、従妹のバイエルン王女イルミンガルト（英語版）[注釈 1]と結婚
- マリア・エリーザベト・フランツィスカ・ヨーゼファ・テレーゼ（1914年 - 2011年） - 1937年、ヴァソウラス系ブラジル皇帝家家長ペドロ・エンリケと結婚
- アーデルグンデ・マリア・アントーニア・エリーザベト・ヨーゼファ（1917年 - 2004年） - 1948年、ズデンコ・フォン・ヘニンヒ＝オーキャロル男爵と結婚
- エレオノーレ・テレーゼ・マリア・ヨーゼファ・ガブリエーレ（1918年 - 2009年） - 1948年、ヴァルトブルク＝ツァイル＝トラウフブルク侯コンスタンティンと結婚
- ドロテア・テレーゼ・マリア・フランツィスカ（フランス語版）（1920年 - 2015年[3]）　1938年、ハプスブルク＝トスカーナ大公家家長ゴットフリート（英語版）[注釈 2]と結婚
- ラッゾ・マクシミリアン・ループレヒト（フランス語版）（1926年 - 2011年[4]）　1955年、オーストリア＝トスカーナ大公女テレーザ（1931年 - ）[注釈 3]と結婚

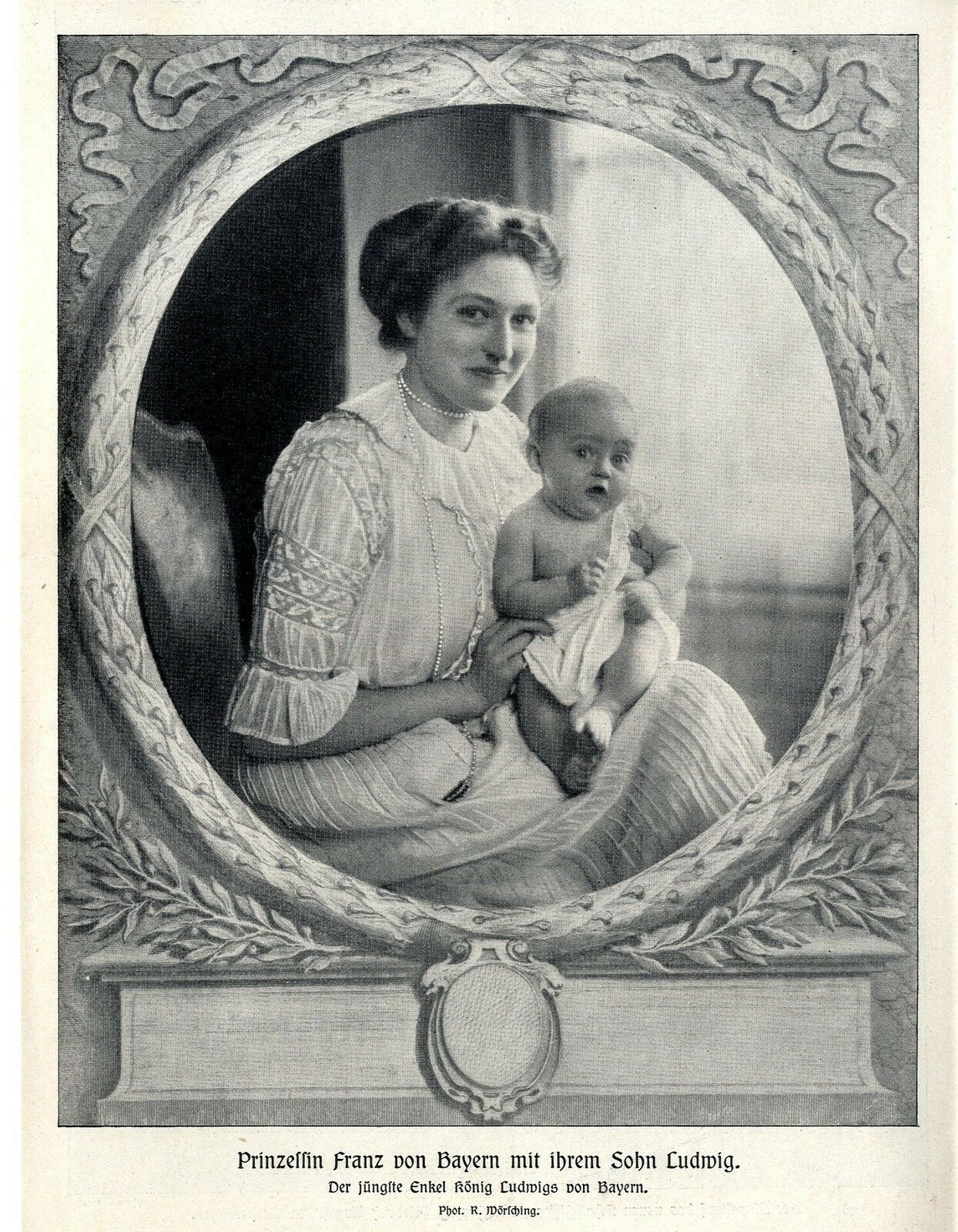
長男ルートヴィヒを抱くイザベラ（1914年）